# پیکسمانیا
پیکسمانیا (انگلیسی: Pixmania) شرکت الکترونیک فرانسوی است، که در سال ۲۰۰۰ تأسیس شد.